# Neptun (planet)
 For alternative betydninger, se Neptun. (Se også artikler, som begynder med Neptun)
Neptun er den ottende planet i vores solsystem og den af planeterne, der befinder sig længst væk fra solen. Dens lys er så svagt at den ikke kan ses med det blotte øje og selv i en astronomisk kikkert ses den kun som en lille grønlig prik, som sjældent kan skelnes fra en stjerne. Neptun har de stærkeste vinde i hele solsystemet. Planeten er opkaldt efter Jupiters storebroder; havguden Neptunus (Poseidon). Neptuns astronomiske symbol (♆, Unicode U+2646) er en stiliseret udgave af Poseidons trefork. Planeten kredser om solen en gang hvert 164,8 år.

## Historie
Selv om Neptun først "formelt" blev opdaget i midten af det 19. århundrede, var den faktisk blevet observeret flere gange før.

### Galilei tolker Neptun som en stjerne
På nogle af Galileo Galileis tegninger og kort over himlen kan man se, at han observerede Neptun den 27. december 1612 og den 27. januar året efter. På grund af Jordens egen bevægelse vil alle planeter udenfor Jordens omløbsbane på visse tider af året synes at stoppe op, bevæge sig "baglæns" (i retrograd retning) i nogle dage, for derefter at genoptage deres sædvanlige bevægelse i forhold til fjerne stjerner i baggrunden. Og da Galileo så Neptun i december 1612, var den netop "stoppet op" og på vej til at bevæge sig baglæns, så da den tilsyneladende ikke havde flyttet sig, gættede han på at det var en fjern stjerne. Havde Galilei set Neptun på et andet og mindre "uheldigt" tidspunkt, ville han efter al sandsynlighed have erkendt at der var tale om en planet — og så havde han fået æren for opdagelsen.

### Forstyrrelser i Uranus' bane
Der skulle gå mere end 230 år før Neptuns sande identitet blev afsløret. I 1821 udgav Alexis Bouvard nogle tabeller med data om Uranus' omløbsbane omkring Solen; tal der kan bruges til at forudsige hvornår Uranus er hvor på himlen. Men inden længe var der overraskende store forskelle på Uranus' faktiske position på himlen, og den position den "burde" have ifølge Bouvards oplysninger — Bouvard gættede på at der måtte være et eller andet stort, tungt himmellegeme i nærheden af Uranus, hvis tyngdekraft trækker den væk fra den forudsagte bane.

### Banen beregnes
Neptun blev først opdaget d. 23. september 1846 af Johann Galle efter at Urbain le Verrier havde forudsagt dens position på himlen. Det var variationer i Uranus' bane, der havde fået astronomer til at konkludere, at der måtte være en ukendt planet, i solsystemet der befandt sig længere væk end Uranus. Neptun var således den første planet der blev opdaget ved hjælp af matematiske forudsigelser frem for almindelige observationer. Allerede i 1843 havde John Couch Adams regnet på de observerede afvigelser i Uranus-banen, og bestemte omløbsbanen for Bouvards hypotetiske planet. Adams sendte sine resultater til Sir George Airy, som skrev tilbage til Adams for at få en uddybende forklaring. Adams udarbejdede en kladde til et svar til Airy, men fik aldrig sendt det af sted.
Tre år efter Adams fik Urbain Le Verrier, uafhængigt af Adams, samme idé med at beregne omløbsbanen for Bouvards formodede planet. Ligesom Adams havde Le Verrier ikke meget held med at engagere sine astronom-"kolleger" i jagten på den ottende planet i solsystemet. Men samme år fik John Herschel overtalt James Challis til at lede efter mulige planeter dér hvor beregningerne forudsage der skulle være en.
Challis indledte "eftersøgningen" i 1846, og i mellemtiden havde Le Verrier overtalt Johann Gottfried Galle til også at lede efter planeten. Galle fandt Neptun, indenfor én grad fra den position Le Verrier havde forudsagt, og cirka 10 grader fra Adams' position. Senere måtte Challis erkende, at han faktisk havde observeret den "nye" planet før, men på grund af sin afslappede indstilling til sit arbejde opdagede han ikke at der var tale om en ny planet.

### Diskussion om opdageren
Efter opdagelsen brød et nationalistisk skænderi ud om hvem der havde æren for opdagelsen, men efterhånden blev man enige om et kompromis hvor Adams og Le Verrier samlet blev krediteret for opdagelsen.

Siden hen er der på Royal Greenwich Observatory dukket nogle gamle dokumenter op, som visse historikere tolker derhen at Adams ikke fortjener helt samme andel af æren for opdagelsen af Neptun, som Le Verrier.

### Navngivning
Navnet Neptun stammer fra den romerske mytologi, hvor Neptunus er havets gud; svarende til Poseidon i den græske mytologi. Dette navnevalg passer sammen med navnene på de dengang kendte planeter, som alle havde fået deres navne tilbage i antikken. Den romerske mytologi er kraftigt kopieret fra den græske mytologi, blot med andre navne. Gudernes konge var Zeus (Jupiter) og hans storebrødre hed Poseidon (Neptunus) og Hades (Pluto). Alle planeterne er opkaldt efter Zeus' (Jupiters) familie; faderen Kronos (Saturnus), mor- og farfaderen Uranos, sønnerne Ares (Mars) og Hermes (Mercurius) og svigerdatteren/datteren Afrodite (Venus). Til en orientering var Gaia Jorden, Zeus' mor-, far- og oldemoder.
Lige efter opdagelsen blev Neptun blot omtalt som "planeten uden for Uranus" eller "Le Verriers planet". Galle kom med det første navneforslag, nemlig Janus. I England foreslog Challis at kalde planeten Oceanus; passende for et søfartsfolk. François Arago i Frankrig foreslog navnet "Leverrier", men det forslag mødte kraftig modstand uden for Frankrig. I franske almanakker blev Uranus kaldt for Herschel, og den nye for Leverrier. Det var Le Verrier selv der foreslog det navn der bruges i dag, og det forslag blev bakket op af Friedrich von Struve. Inden længe blev Neptun det internationalt anerkendte navn for den nye planet.

## Neptuns og Plutos baner
Dværgplaneten Pluto har en lidt "langstrakt" (excentrisk; ellipse-formet) omløbsbane, som ind imellem bringer Pluto indenfor Neptuns omløbsbane. I tyve ud af de godt 248 år det tager Pluto at fuldføre ét af sine omløb omkring Solen, har Pluto kortere afstand til Solen end Neptun.

## Fysiske egenskaber
Neptun er den yderste af solsystemets fire store gasgiganter, og som de øvrige gasplaneter (Jupiter, Saturn og Uranus) har Neptun ikke nogen fast overflade ligesom Solsystemets fire inderste planeter (Merkur, Venus, Jorden og Mars). Neptun befinder sig i gennemsnit 30 gange så langt væk Solen som Jorden.

### Neptuns størrelse
Neptun er den fjerdestørste målt efter diameter og den tredjestørste efter masse (efter Jupiter og Saturn). Neptuns masse er 17,1 gange så stor som jordens og en lille smule større end dens nærmest beslægtede i solsystemet, Uranus, der er 14,5 jordmasser. Neptuns densitet er 29,7% af Jordens, men Uranus har en noget lavere densitet (23% af Jordens),  og af den grund er Neptun en lille smule mindre end Uranus. Tyngdekraften på Neptun er nogenlunde det samme som her på jorden.

### Neptuns atmosfære
Ligesom planeterne Jupiter og Saturn består Neptuns atmosfære primært af brint(mere end 75%) og helium (mellem 16 og 22%), men med spor af metan (omtrent 2%). Metanen absorberer rødt lys og reflekterer blåt lys og bidrager dermed til Neptuns blå udseende, men planetens blå farve er meget stærkere end Uranus', der har en lignende mængde metan i sin atmosfære, så det må være en ukendt komponent der skaber Neptuns intense farve.
Som noget helt unikt blandt gas-giganterne, er de højtliggende hvide skyer der kaster skygger på det ugennemsigtige, blå skydække længere nede i atmosfæren. Spor af forskellige molekyler i form af ispartikler bidrager til dannelsen af skyerne på planeten, såsom ammoniak (NH3), ammoniumhydrosulfid (NH4SH) og svovlbrinte (hydrogensulfid; H2S).

### Klima
Da Voyager 2 passerede Neptun i 1989 målte rumsonden ud fra bevægelsen af vedvarende skyer vindhastigheder på 325 m / s omkring planetens ækvator (til sammenligning er lydens hastighed i Jordens atmosfære på 340 m /s). Efterfølgende analyser af Voyager 2's måledata fandt tegn på vindhastigheder op mod 600 m / s, hvilket nærmer sig supersonisk strømning, og dermed placerer placerer Neptun sig som den mest stormfulde plantet i solsystemet (før Saturn). Dette var en uventet opdagelse i en atmosfære, der kun modtager 1/20 så meget energi (kraft per arealenhed) fra indre varme og absorberet sollys end Jupiter, og kun 1/350 så meget energi som Jorden modtager.
Vindhastigheder i Neptuns atmosfære har vist sig at variere fra 20 m / s i østlig retning til 325 m / s vestpå. De fleste af vindene på Neptun bevæger sig i en retning modsat planetens rotation.
Overfladen på Neptun består af metan, ethan og acetylen. Neptuns ækvator er 10-100 gange større end ved polerne. Dette fortolkes som bevis for opstandelse ved ækvator og nedsynkning nær polerne. I 2007 blev det opdaget, at den øvre troposfære i Neptuns sydpol var omkring 10 grader varmere end resten af dens atmosfære, som i gennemsnit er cirka 73 K (−200 ° C).
Man mener at drivkraften bag Neptuns blæsevejr er den varme der "siver" ud af planetens indre. Temperaturforskellen er nok til at lade metan, som andre steder er frosset i troposfæren, slippe ud i stratosfæren nær polen. Dette "hot spot" skyldes Neptuns aksiale hældning, som har udsat sydpolen for Solen i det sidste kvarter af Neptuns år, eller cirka 40 jordår. Når Neptun langsomt bevæger sig mod den modsatte side af Solen, bliver sydpolen mørkere og nordpolen belyst, hvilket får metanfrigivelsen til at skifte til nordpolen. På grund af sæsonmæssige ændringer er sky båndene på den sydlige halvkugle af Neptun observeret at stige i størrelse. Denne tendens blev første gang set i 1980 og forventes at vare indtil omkring 2020. Den lange omløbsperiode for Neptun resulterer i sæsoner, der varer 40 år.

### Storm
Da Voyager 2 fløj forbi i 1989, havde Neptun en stor mørk plet, et mørkt, ellipseformet område på størrelse med Jorden, der kunne sammenlignes med Jupiters store røde plet på den sydlige halvkugle. "Den store mørke plet" er et anticyklonisk stormsystem, der spænder over 13.000 km × 6.600 km (8.100 mi × 4.100 mi) Den 2. november 1994 så Hubble-rumteleskopet ikke den store mørke plet på planeten, men i 2018 blev der observeret en ny, mørk plet op i dens sted.

### Neptuns indre
Indvendigt minder Neptun om Uranus og begge planeter betragtes som "isgiganter": Der er sandsynligvis en kerne af smeltet metal og klippemateriale, omgivet af en blanding af klippemateriale, frossen vand, ammoniak og metan. Den yderste del af atmosfæren består mest af brint og helium, mens koncentrationen af metan, ammoniak og vand stiger med dybden.
Et sted mellem 5.000 og 10.000 kilometer fra den synlige "overflade" overgår stoffet fra luftform til flydende form.
Ved at sammenligne Neptuns rotationstid og fladtrykthed har man fundet frem til, at stoffet i Neptun ikke er så tæt koncentreret omkring kernen som det er i Uranus.

### Temperaturen på Neptun
På grund af den enorme afstand til Solen, ca. 4½ milliard kilometer, er den yderste del af Neptuns atmosfære ekstremt kold; 55 Kelvin, eller −218 °C, men temperaturen stiger jo længere ind i Neptun-atmosfæren. Man formoder at det er overskydende varme fra dengang Neptun og det øvrige solsystem blev skabt af sammenfaldende materiale; varme der ganske langsomt tabes som stråling ud i det omgivende rum.
Neptuns temperatur ved skytoppene er som regel tæt på − 210 °C, noget af det koldeste i solsystemet. Neptuns indre er derimod omkring 7000 °C, og dermed varmere end solens overflade. Dette skyldes ekstremt varme gasser og klipper i planetens indre.

## Neptuns magnetfelt
Neptun ligner også Uranus med hensyn til magnetfeltet: Neptuns magnetfelt har en akse der hælder 47 grader i forhold til planetens rotationsakse, hvor Uranus' magnetfelt hælder 59 grader. Magnetfeltet er som et resultat "forskudt" i forhold til planetens centrum; feltets "midtpunkt" ligger omtrent halvvejs mellem planetens centrum og et punkt på den synlige overflade.
Jordens magnetfelts to poler befinder sig kun omtrent 10 grader fra rotationsaksen, hvilket betyder at solvinden rammer magnetfeltet nogenlunde konstant, når vores planet roterer. Lignende magnetfelter ses omkring andre planeter, men med Uranus og Neptun som de store undtagelser. Som følge af de forskudte magnetfelter ændrer felternes udstrækning sig dramatisk, når planeterne roterer omkring deres akse.
Ringene og alle Neptuns kendte måner befinder sig indenfor magnetfeltet, med undtagelse af Nereid, der er udenfor, når den er over planetens solside.

## Neptuns ringe
Neptun har et system af fem meget tynde, azurblå planetringe omkring sig, men disse er meget mindre tydelige end dem omkring Saturn. Da ringene blev opdaget troede man kun der var tale om fragmenter af ringe, men dette blev modbevist af Voyager 2.
Planetringenes kemiske sammensætning kendes ikke. De har en besynderlig "klumpet" struktur; man ved ikke hvad "klumperne" skyldes, men tyngdekraften fra små hyrdemåner i nærheden af ringene kunne forklare fænomenet.
Da man i midten af 1980'erne studerede ringene ved at observere stjerner der blev "formørket" af Neptun og dens ringe, tydede resultaterne på at ringene ikke omgiver hele planeten, men er opdelt i separate "buer", afbrudt af "stoffrie" mellemrum. Det endelige bevis for Neptuns ringsystem kom, da rumsonden Voyager 2 fløj forbi Neptun og dens måner i 1989: Billederne som Voyager sendte hjem, viste adskillige utydelige ringe.
Tilstedeværelsen af "mellemrum" der deler ringene op i separate "buer" er lidt svært at forklare, fordi mekanikkens regler tvinger materialet i en planetring til at fordele sig jævnt hele vejen rundt i løbet af kort tid. Det er muligvis Neptun-månen Galatea der med sin tyngdekraft "fastholder" buerne.
Observationer fra 2005 tyder på at Neptun-ringene er meget ustabile; en af ringene kan muligvis forsvinde på så kort tid som 100 år. Denne erkendelse kuldkaster mange eksisterende teorier omkring Neptuns ringe.

## Neptuns måner
Neptun har 16 bekræftede måner; for en samlet oversigt, se artiklen Neptuns måner. Den største af månerne, Triton, er kendt for sin retrograde bane, ekstreme kulde (38K) og meget tynde atmosfære (14 mikrobar).
Den største af Neptuns måner, Triton, blev opdaget af William Lassell blot 17 dage efter opdagelsen af selve Neptun. En anden Neptun-måne, Nereid, har en omløbsbane der udviser den største excentricitet i hele solsystemet. Indtil Voyager 2 fløj forbi Neptun og dens måner, kendte man kun disse to måner, men Voyagers billeder føjede seks nye måner til listen. Siden da, i 2002 og 2003, har man fra observatorier her på Jorden opdaget yderligere fem små, irregulære ("kartoffelformede") måner omkring Neptun.
I juli 2013 opdagede Mark Showalter fra SETI-institutet endnu en måne, der blev døbt Hippocamp. Den er så lyssvag at den ikke blev opdaget af Voyager 2, men blev fundet ved at analysere fotos fra Hubble teleskopet taget i perioden 2004-2009.

## Rummissioner til Neptun
Den eneste rumsonde, der har besøgt Neptun er Voyager 2, der fløj forbi planeten 25. august 1989. Det har været foreslået at bygge en rumsonde der skal undersøge Neptunsystemet i detaljer, men indtil videre er det strandet på at solceller er ineffektive så langt fra solen og der er politisk uvilje mod at bruge atomkraft som energikilde.

## Neptun i kulturen
I astrologien er Neptun den planet, der bestemmer over Fiskene.
Neptun, Mystikeren er en del af Gustav Holsts orkestersuite Planeterne.